# ما تشونغ يينغ

علم الإثنى عشر شعاع في سماء زرقاء الذي استخدمه أمراء الحرب من عرقية هوي الذين تحالفوا مع كومينتانغ نانجينغ وشيانج كاي شيك.

ما تشونغ-يينغ (بالعربية الصينية: مَا  جْو ىٍ) (1910 م تقريبًا - 1936) هو أحد أمراء الحرب المسلمين الصينيين التابعين لجماعة ما الصينية المسلمة من عرقية هوي خلال عصر أمراء الحرب في الصين. ولد باسم ما بو-يينغ. كان ما أمير حرب إقليم قانسو خلال ثلاثينيات القرن العشرين. تحالف ما مع الكومينتانغ ووضع قواته من الجنود المسلمين الصينيين تحت تصرفهم لتصبح قواته الفرقة 36 في الجيش الوطني الثوري؛ وأصبح هو قائد تلك الفرقة. تم تكليف ما وفرقته بإزاحة جين شورن حاكم سنجان. وبعد سلسلة من الانتصارات على قوات شورن وقوات الحركة البيضاء، حاول ما توسيع رقعة المناطق التي تحت سيطرته لتشمل جنوب تشينغيانغ بشنّه لعدة حملات انطلاقًا من قاعدته قانسو، إلا أنه قوات شنغ شيكاي أمير حرب تشينغيانغ أوقفت قواته سنة 1934 م.

## صعود نجم ما تشونغ يينغ
التحق ما تشونغ يينغ بقوات الميليشيا الإسلامية سنة 1924 م، وهو في الرابعة عشر من عمره. وشارك في التمرد [الإنجليزية] ضد قوات جيش الشعب (غومينجن) بقيادة فينغ يوتشينغ [الإنجليزية] المتمركزة في قانسو، الذين كان من بينهم بعض أقاربه مثل عم أبيه أمير الحرب ما لين [الإنجليزية] الذي ظل يقاتل في صفوف الغومنجين.
استولت قوة تحت إمرة ما تشونغ يينغ على هيشو، واستطاع أن يسحق قوات ما لين الذي تم تكليفها باستعادة هيشو من يد قوات ما تشونغ يينغ. ورغم ذلك، فقد أعفاه قائده الذي كان أيضًا عمه ما كو-شانغ من قيادة تلك القوة لتحركه دون أوامر لاحتلال هيشو. وفي أبريل 1929 م، احتلت قوات ما تشونغ يينغ عاصمة قانسو وتحريرها من الغومينجن، إلا أن الغومينجن استطاعوا لملمة أمورهم واستعادوا المدينة، وطردوا قوات ما تشونغ يينغ.
هاجمت قوات ما تشونغ يينغ مسلمو الهوي الذين ينتمون إلى طائفة شيداوتانغ [الإنجليزية] والتبتيين في توتشو، مما تسبب في نزوح مسلمي شيداوتانغ الهوى مذعورين. كما أدى هجوم لقوات ما تشونغ يينغ سنة 1928 م إلى حريق دمّر المسجد الملون.
وفي سنة 1929 م، التحق ما تشونغ يينغ بأكاديمية وامبوا العسكرية [الإنجليزية] في نانجينغ.

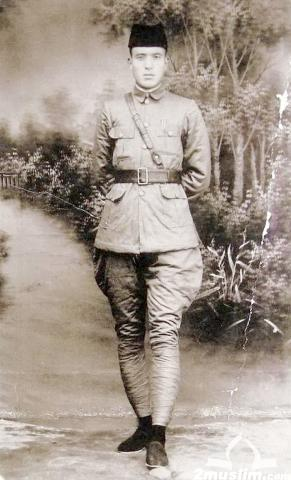
الجنرال ما تشونغ يينغ.

### سنجان خلال الثلاثينيات
في بداية الثلاثينيات، دعا الزعيم الإويغوري يولبارس خان قوات ما تشونغ يينغ لمساعدته في طرد الحاكم جين شورن الذي قاد تمرد كومول وألغى خانية كومول [الإنجليزية]. قاتل ما في سنجان لفترة، وأصيب وعاد إلى قانسو لتطبيب جروحه، قبل أن يعود إلى سنجان في صيف سنة 1933 م. كان ما وقواته (الفرقة 36 في جيش الغومينجن) يقاتلون قوات جين شورن وحلفائه الروس البيض التي شاركت في تمرد كومول. وكان الغومينجن يستهدفون الإطاحة بجين شورن منذ أن تحالف مع الاتحاد السوفيتي دون أن يستأذن الغومينجن.
قامت ضباط ما من عرقية الهوي بأعمال عسكرية وفظائع ضد المدنيين الهان والأيغور في سنجان خلال القتال. كما أجبروا السكان المحليين من الهان والأويغور على الانضمام إلى قواته، وأرسلوهم إلى الخطوط الأمامية حيث تعرضوا لنيران مدافع العدو الثقيلة. وقد زعم السوفييت وشنغ شيكاي أن ما تشونغ يينغ كان مدعومًا من قبل اليابانيين، وأن بعض الضباط اليابانيين الأسرى كانوا يخدمون في جيشه. وعلى الرغم من ذلك، فقد أعلن ما رسميًا ولاءه للحكومة الصينية في نانجينغ. ونظرًا لقسوته وعنفه في التعامل مع الإويغور والهان الصينيين، فقد كرهه السكان المحليين في باركول،
زعم الرحالة الغربي بيتر فليمنغ أنه بحلول سنة 1935 م، كانت سنجان المنطقة الصينية الوحيدة التي لم ينشط على أرضها عملاء اليابانيين. وبعد أن قاتل الجنرال الهان الصيني تشانغ بييوان [الإنجليزية] ضد قوات ما تشونغ يينغ. انشق بييوان وقواته، وانضم إلى صفوف قوات ما تشونغ يينغ للقتال ضد حكومة سنجان وحلفائهم الروس. بعدئذ، شارك ما تشونغ يينغ وقواته في قتال الروس أثناء الغزو السوفيتي لسنجان.

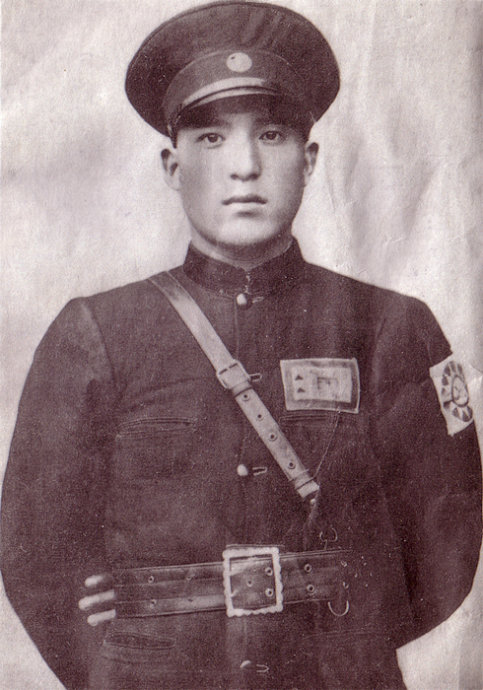
الجنرال ما تشونغ يينغ قائد الفرقة 36 في جيش الغومينجن، وهو يرتدي شارة الكومينتانغ.

## سمات شخصيته
استخدم ما تشونغ يينغ شعار الكوميتانغ وشاراتهم في عملياته العسكرية، لإثبات أن مُمثّل للحكومة الصينية. أنشد جنود ما تشونغ يينغ الأهازيج الإسلامية الصينية خلال مسيراتهم العسكرية. بل وامتلك ما أورغان قدمية، كان يقضى ساعات وهو يعزف عليها الأهازيج الإسلامية. كما كان ما تشونغ يينغ دومًا ما يحمل معه مسدسات ماوزر، وعادة ما كان يلجأ إلى الاقتباسات في أحاديثه كما كان يفعل جنكيز خان ونابليون الأول وباول فون هيندنبورغ وتسو تسونغتانغ [الإنجليزية]. وصفه الكاتب النيوزيلاندي وعضو الحزب الشيوعي الصيني ريوي آلي الذي كان معاصرًا لما تشونغ يينغ بأنه كان «كان صبيًا سخيفًا. لقد جُنّ جنونه. كان يقتل أي أحد.»

## سقوطه
صادف الجيولوجي والرحالة السويدي سفين هيدين قواته ما تشونغ يينغ في إحدى رحلاته أثناء انسحابها جنوبًا أمام الغزو السوفيتي لسنجان، فاعتقلته قوات ما. أثناء اعتقاله، التقى هيدين بالجنرال ما هوشان [الإنجليزية] وكمال كايا أفندي. ادعى مساعد لما تشونغ يينغ أن جنوب سنجان تحت سيطرة قواتهم، وأن بإمكان هيدين أن يعبر خلالها بأمان. إلا أن هيدين لم يكن يؤمن بذلك. وبالفعل، تعرضت سيارات حملة هيدين لإطلاق نار من قبل جنود ما.
في أبريل سنة 1934 م، وبعد أن اجتاحت قواته كاشغر خلال معركة كاشغر، ألقى ما تشونغ يينغ خطبة في مسجد عيد غا يدعو فيها الأويغور لموالاة حكومة الكومينتانغ الصينية في نانجينغ. وقال بأن شنغ شيكاي عميلاً للسوفيت، وأكد على ولائه شخصيًا للحكومة الصينية في نانجينغ. وقد لعبت قوات ما تشونغ يينغ دورًا كبيرًا لإيقاف الغزو السوفيتي لسنجان، إلا أنه اضطر للانسحاب شيًا فشيئًا حتى خط دفاعه الأخير حول خوتان التي انسحب منها في النهاية إلى أراضٍ سوفيتية، ولم يبق له أثر من يومها.
إدعى كتاب «Who's Who in China» خطأً أن ما تشونغ يينغ عاد من الاتحاد السوفيتي سنة 1934 م ليُقيم في تيانجين. كما ورد في برقيات بريطانية مرسلة من الهند سنة 1937 م أن ما تشونغ يينغ وما هوشان توصلا لاتفاق مع عدوهم السابق السوفيت، يُطلق سراحهما من روسيا بمقتضاه ليتفرغا لقتال اليابانيين في الحرب اليابانية الصينية الثانية.

## نهايته
في سنة 1936 م، عبرت قوات تشانغ غوتاو [الإنجليزية] النهر الأصفر في محاولة لتوسعة الأراضي الشيوعية في سنجان، وحتى يكون هناك اتصال مباشر بينهم وبين السوفيت. تزعم بعض المصادر أن ما تشونغ يينغ انضم إلى الجيش الأحمر، وأصبح مستشارًا خاصًا رفيع المستوى للقوات السوفيتية. كانت مهمته تقديم النصح للسوفيت بشأن الوضع في سنجان ومساعدتهم على التفاوض مع أبناء عمومته ما بوفانغ وما هونغ بين وعائلاتهم حتى لا تُعيق قواتهم قوات تشانغ غوتاو. ومع ذلك، لم تنجح الخطة السوفيتية بعد أن اصطدمت قوات تشانغ غوتاو الشيوعية بائتلاف عسكري مكون من 100,000 جندي جمعه شيانج كاي شيك من قوات ما بوفانغ من تشينغهاي، وبقايا قوات ما تشونغ يينغ من قانسو، وقوات ما هونغ كوي وما هونغ بين من نينغشيا. سحقت القوات المشتركة جيش غوتاو. كان جيش غوتاو يتألف من 21,000 جندي من الجيش الأحمر الرابع، إضافة إلى 8,000 جندي من الجيش الأحمر الأول الذي يقوده ماو تسي تونغ، فلم يصل جندى شيوعى صينى واحد حيًّا إلى سنجان.
ومنذ سنة 1936 م، لم يُعرف أي شيء عن ما تشونغ يينغ. وقد اختلفت الروايات حول نهايته، فقيل أنه:
- قُتل في معركة قبل الحرب العالمية الثانية.
- أُعدم في موسكو سنة 1936 م.
- سُجن في معسكر عمالي، ثم أُعدم لاحقًا خلال التطهير الكبير بين سنتي 1937-1938 م.
- زعم بعض الكتاب كالجنرال السوفيتي قنسطنطين روكوسوفسكي أنه تم القبض على ما، ثم أُطلق سراحه وشارك في معارك الجبهة الشرقية في الحرب العالمية الثانية.
- بحسب مذكرات شنغ شيكاي، أنه تم إعدام ما ورجاله في موسكو بأمر من جوزيف ستالين في ربيع أو صيف سنة 1937 م.

## وصلات خارجية
- Flags of Independence
- The Soviets in Xinjiang (1911-1949) by Mark Dickens
- 马仲英